# Platysenta baalba
Platysenta baalba là một loài bướm đêm trong họ Noctuidae.